# Jacques de His
Jacques de His est un graveur et maître écrivain français actif à Abbeville et à Paris dans la première moitié du XVIIe siècle.

## Biographie
Il est cité par Marolles :
En beau-arts Abbeville est sans doute féconde;
En écrivains encore elle eut Jaques de His,
Avec Robert Cordier, honorant son païs,
Qui, de sa belle lettre, agrée à tout le monde.
En 1664 ou 1666, il figure dans la liste des maîtres écrivains jurés de Paris parisiens devant élire un nouveau syndic. Le 25 juillet 1666, paroisse Saint-Séverin à Paris, il assiste comme témoin du marié au mariage de Nicolas Levesque, graveur en taille-douce, avec Marie Bonnart, sœur de Nicolas Ier, Henri II, Robert et Jean-Baptiste Bonnart.

## Œuvres
- Exemplaire des lettres financières, coulantes et italiennes, bastardes à la française très-facilles à imiter, escrittes et burinées par J. de His, maistre escrivain, s.l. [avant 1633 d'après la dédicace], 4° obl. Dédié à Charles de Rambure, maistre de camp d'un régiment à pied [4]. Paris BNF, Est. : Kb31 fol. (Collection Marolles).
- On connaît au moins deux gravures de sa main : un portrait d'Adrien de Heu, sieur de Conty, et un portrait en armure de Louis de Valois, gouverneur de Provence pour le roi.